# Антони Иванов
Антони Иванов е български футболист, който играе като полузащитник за румънския „Херманщат“ от град (Сибиу). Роден е на 11 септември 1995 г. Висок e 170 см. Минал е през юношеските формации на ЦСКА и „Лудогорец“.

## Успехи
Спартак Плевен
- 1 място в Северозападна В група през 2015/16